# Barbara Heliodora
Barbara Heliodora, född 1759, död 1819, var en brasiliansk poet. Hon räknas som Brasiliens första poet av sitt kön. 
Hon var gift med poeten och juristen Inácio José de Alvarenga Peixoto. Hennes make blev känd som en av deltagarna i Inconfidência Mineira, en konspiration för Brasiliens självständighet från Portugal. Det kunde aldrig bevisas att även hon deltog i denna komplott, men hon troddes allmänt av samtiden vara inblandad och blev historiskt känd som konspirationens hjältinna och hyllad som patriotisk symbol efter landets självständighet. Om hon faktiskt deltog, räknas hon som den första kvinnan i Brasilien som deltagit i en politisk rörelse. Efter makens dom och förvisning samt konfiskationen av hans egendom, levde hon med sin syster. 